# Leonard Jan Juszkiewicz
Leonard Jan Juszkiewicz pseud. Kozak (ur. 27 stycznia 1889, rozstrzelany 15 października 1942 w Warszawie) – działacz komunistyczny.
Po ukończeniu szkoły powszechnej był rzemieślnikiem. W wieku kilkunastu lat wstąpił do III Proletariatu. Brał udział w zamachach organizowanych przez tę partię. W 1906 został aresztowany i skazany na zesłanie do guberni jenisejskiej, skąd powrócił w 1911. 1911-1913 odbywał służbę wojskową. W 1914 zmobilizowany, został ciężko ranny i uznany za niezdolnego do służby liniowej i przydzielony do pułku zapasowego. W czerwcu 1917 brał udział jako delegat w Zjeździe Wojskowych Polaków w Petersburgu. Podczas rewolucji październikowej był ścisłym współpracownikiem Rady Delegatów Robotniczo-Chłopskich i Żołnierskich i prawdopodobnie komisarzem. Po powrocie do kraju w 1918 został aresztowany w Łapach i uwięziony w Warszawie do 1921. Po zwolnieniu wstąpił do KPP i działał w związkach zawodowych, głównie w Związku Zawodowym Pracowników Budowlanych. Udzielał się również w Związku Byłych Więźniów Politycznych. W KPP był działaczem do rozwiązania w 1938. Podczas okupacji utrzymywał kontakt ze Stowarzyszeniem Przyjaciół ZSRR i ZWW na Powiślu, a zimą 1942 wstąpił do PPR. Jeden z kierowników grup kolportażowych konspiracyjnych wydawnictw PPR i GL. Przechowywał broń i pisma propagandowe. W kwietniu 1942 został aresztowany wraz z żoną, a następnie rozstrzelany. 11 listopada 1946 został pośmiertnie odznaczony Orderem Krzyża Grunwaldu III klasy.